# بحيرة ميشيغين
بحيرة ميشيغان هي واحدة من البحيرات العظمى الخمس في أمريكا الشمالية. تعتبر ثاني أكبر البحيرات العظمى من حيث الحجم (1,180 ميل مكعب (4,900 كيلومتر مكعب)) وثالث أكبرها من حيث المساحة السطحية (22,405 ميل مربع (58,030 كيلومتر مربع))، بعد بحيرة سوبيريور وبحيرة هورون. من الشرق، يتصل حوضها بحوض بحيرة هرون عبر مضيق ماكيناك الذي يبلغ عرضه 3.5 ميل (5.6 كيلومتر) وعمقه 295 قدم (90 متر؛ 49 فاتوم)، مما يمنحها نفس ارتفاع سطح مماثل لنظيرتها الشرقية؛ جيولوجيًا، يعتبر الجسمين بحيرة واحدة هي أكبر بحيرة للمياه العذبة في العالم.
بحيرة ميشيغان هي البحيرة العظمى الوحيدة الواقعة بالكامل في الولايات المتحدة؛ أما البحيرات الأربع الأخرى فهي مشتركة بين الولايات المتحدة وكندا. إنها أكبر بحيرة في العالم من حيث المساحة تقع بالكامل في بلد واحد، وتتقاسمها من الغرب إلى الشرق الولايات الأمريكية: ويسكونسن، إلينوي، إنديانا، وميشيغان. تشمل الموانئ على شواطئها شيكاغو، إلينوي، غاري، إنديانا، ميلواكي وغرين باي، ويسكونسن، ومسكيغون، وميشيغان. من الشمال، تحيط بالبحيرة خلجان طويلة، بما في ذلك غرين باي في الشمال الغربي، وغراند ترافيرس وليتل ترافيرس بايز في الشمال الشرقي. يُعتقد أن كلمة «ميشيغان» تأتي من لغة الأوجيبوي ᒥᓯᑲᒥ (michi-gami أو mishigami)، التي تعني «الماء العظيم».

## التاريخ
بعض من أكثر السكان البشر الأوائل دراسة في منطقة بحيرة ميشيغان هم الأمريكيون الأصليون من تقليد هوبويل. انحدرت ثقافتهم بعد عام 800 ميلادية، عندما أصبحت المنطقة لعدة مئات من السنين التالية موطنًا للشعوب المعروفة باسم الأمريكيين الأصليين من فترة وودلاند المتأخرة (عصر الغابات). في أوائل القرن السابع عشر، عندما قام المستكشفون الأوروبيون الغربيون بأول رحلاتهم إلى المنطقة، واجهوا أحفاد الأمريكيين الأصليين من فترة وودلاند المتأخرة، وخاصة شعوب الشيبوا، والمينوميني، والسوك، والفوكس، والوينيباغو، والميامي، والأوتاوا، والبوتاواتومي. يُعتقد أن المستكشف الفرنسي جان نيكوليه كان أول أوروبي يصل إلى بحيرة ميشيغان، ربما في عام 1634 أو 1638. عُثر على اسم بحيرة إلينوي في أقدم الخرائط الأوروبية للمنطقة، (سميت نسبة إلى اتحاد قبائل إلينوي)، بالإضافة إلى اسم «ميشيغان». خلال أربعينيات وخمسينيات القرن السابع عشر، تسببت حروب القندس (على تجارة الفراء مع المستعمرات الأوروبية) التي بدأها الإيراكوي في تحولات ديموغرافية هائلة، حيث فر جيرانهم الغربيون من العنف. لجأ الإيروكوا إلى غرب وشمال بحيرة ميشيغان.
كانت مضائق ماكيناك ممر سفر هام للأمريكيين الأصليين ومسارًا لتجارة الفراء. تقع بلدة ماكيناو سيتي، ميشيغان، وهي موقع حصن ميشيليماكيناك (حصن فرنسي معاد بناؤه تأسس في عام 1715) على الجانب الجنوبي من المضائق؛ وعلى الجانب الشمالي يقع سانت إغناس، ميشيغان، موقع البعثة الكاثوليكية الفرنسية للهنود (تأسست في عام 1671). في عام 1673، تتبع جاك ماركيت، ولويس جولييت، وطاقمهم المكون من خمسة من ناقلي الفراء الميتيس بحيرة ميشيغان إلى غرين باي وأعلى نهر فوكس، تقريبًا إلى منابعه، في بحثهم عن نهر المسيسيبي. بحلول أواخر القرن الثامن عشر، كانت الأجزاء الشرقية من المضائق تحت سيطرة حصن ماكيناك في جزيرة ماكيناك، وهو قاعدة عسكرية أمريكية مبكرة ومستعمرة بريطانية ومركز لتجارة الفراء، تأسست في عام 1781.
مع إقبال المستكشفين الأوروبيين إلى المنطقة في أواخر القرن السابع عشر، أصبحت بحيرة ميشيغان تُستخدم كجزء من سلسلة من الممرات المائية الممتدة من نهر سانت لورانس إلى نهر المسيسيبي ومن ثم إلى خليج المكسيك. أنشأ الكورور دي بوا (coureurs des bois) وناقلو الفراء الفرنسيون موانئ صغيرة ومجتمعات تجارية مثل غرين باي على البحيرة خلال أواخر القرن السابع عشر وأوائل القرن الثامن عشر. في القرن التاسع عشر، كانت بحيرة ميشيغان جزءًا لا يتجزأ من تطور شيكاغو والغرب الأوسط للولايات المتحدة غرب البحيرة. على سبيل المثال، تم شحن 90% من الحبوب من شيكاغو عن طريق السفن شرقًا عبر بحيرة ميشيغان خلال سنوات ما قبل الحرب. ونادرًا ما انخفض الحجم إلى أقل من 50% بعد الحرب الأهلية حتى مع التوسع الكبير في الشحن عبر السكك الحديدية.
كان أول شخص يصل إلى قاع بحيرة ميشيغان العميق هو جيه.فال كلومب، عالم في جامعة ويسكونسن– ميلواكي في عام 1985. وصل كلومب إلى القاع عبر الغواصة كجزء من بعثة بحثية. كان ارتفاع حرارة بحيرة ميشيغان موضوع تقرير صدر عن جامعة بيردو في عام 2018. حدثت في كل عقد منذ عام 1980، زيادات ثابتة في درجة حرارة السطح غير الملحوظة. من المرجح أن يؤدي ذلك إلى تراجع البيئة الطبيعية والتأثير سلبًا على بقاء الأنواع الأصلية، بما في ذلك أسماك الصيد.

## دراسة الموارد المائية
يفصل الحاجز المرجاني في ميلواكي، الممتد تحت بحيرة ميشيغان من نقطة بين ميلووكي وراسين إلى نقطة بين غراند هيفن وموسكيجون، البحيرة إلى حوضين شمالي وجنوبي. كل حوض له تدفق مائي باتجاه عقارب الساعة، ناتج عن الأنهار والرياح. تميل الرياح السائدة الغربية إلى تحريك المياه السطحية نحو الشرق، مما يؤدي إلى تأثير معتدل على مناخ غرب ميشيغان. هناك فرق متوسط في درجات حرارة المياه الصيفية بين شواطئ ويسكونسن وميشيغان يتراوح بين 5 إلى 10 درجات فهرنهايت (2 إلى 5 درجات مئوية).
هيدرولوجيًا، تُعتبر بحيرتا ميشيغان وهورون جسمًا مائيًا واحدًا (يُطلق عليه أحيانًا بحيرة ميشيغان-هورون) ولكنهما عادةً تُعتبران منفصلتين. وعند احتسابهما معًا، تشكلان أكبر كتلة من المياه العذبة في العالم من حيث المساحة السطحية. يُعتبر جسر ماكيناك عمومًا الخط الفاصل بينهما. يتم التحكم بالتدفق الرئيسي إلى بحيرة ميشيغان من بحيرة سوبيريور، عبر بحيرة هورون، بواسطة الأقفال التي يديرها مجلس التحكم في بحيرة سوبيريور الدولي.

### الإحصائيات
بحيرة ميشيغان هي البحيرة العظمى الوحيدة التي تقع بالكامل داخل حدود الولايات المتحدة؛ أما البقية فتُشاركها فيها كندا. تبلغ مساحة بحيرة ميشيغان السطحية 22,404 ميل مربع (58,030 كيلومتر مربع)؛ (13,237 ميل مربع (34,280 كيلومتر مربع) في ميشيغان، 7,358 ميل مربع (19,060 كيلومتر مربع) في ويسكونسن، 234 ميل مربع (610 كيلومتر مربع) في إنديانا، و1,576 ميل مربع (4,080 كيلومتر مربع) في إلينوي) مما يجعلها أكبر بحيرة تقع بالكامل داخل بلد واحد من حيث المساحة السطحية (بحيرة بايكال في روسيا أكبر منها من حيث حجم المياه) وخامس أكبر بحيرة في العالم.

تشكل النصف الأكبر من بحيرة ميشيغان-هورون، والتي تعتبر أكبر كتلة من المياه العذبة في العالم من حيث المساحة السطحية. يبلغ طولها 307 أميال (494 كيلومتر) وعرضها 118 ميلًا (190 كيلومتر) مع خط ساحلي بطول 1,640 ميلًا (2,640 كيلومتر). يبلغ متوسط عمق البحيرة 46 قامة و3 أقدام (279 قدمًا؛ 85 مترًا)، بينما أقصى عمق لها هو 153 قامة و5 أقدام (923 قدمًا؛ 281 مترًا). تحتوي على حجم مائي يبلغ 1,183 ميل مكعب (4,932 كيلومتر مكعب) من الماء. غرين باي في الشمال الغربي هو أكبر خليج فيها. خليج غراند ترافيرس في الشمال الشرقي هو خليج كبير آخر. أعمق منطقة في بحيرة ميشيغان، والتي تقع في نصفها الشمالي، تُسمى حوض تشيبيوا (سُميت تيمنًا ببحيرة تشيبيوا القديمة) وتفصلها عن حوض تشيبيوا الجنوبي منطقة ضحلة نسبيًا تُسمى هضبة منتصف البحيرة.

## أعلام
- جيم دي
- ستيفن أ. دوغلاس